# Головная боль после пункции твёрдой мозговой оболочки
Постпункционная головная боль (ППГБ), также известная как спинальная головная боль — осложнение прокола твёрдой мозговой оболочки, одной из оболочек вокруг головного и спинного мозга. Обычный симптом — сильная головная боль, которая усиливается в положении стоя и в некоторой степени облегчается в положении лёжа. Другие симптомы могут включать скованность шеи, тошноту, боль в конечностях, потерю слуха, звон в ушах, головокружение и онемение кожи головы. К возможным осложениям относятся проблемы с черепными нервами, субдуральная гематома и тромбоз церебрального венозного синуса.
Наиболее распространённой причиной является побочный эффект люмбальной пункции, включая спинальную анестезию, а также установка эпидурального катетера. Факторы риска включают в себя головные боли в анамнезе и низкий ИМТ. Обычно ППГБ начинается в течение пяти дней; однако изредка начинается сразу. Основной механизм заключается в утечке спинномозговой жидкости, что приводит к снижению её уровня вокруг мозга. Диагностика обычно основывается на симптомах, при неопределённости проводится визуализация мозга.
Использование нережущей (остроконечной) спинальной иглы вместо режущей снижает риск; однако размер нережущей иглы, по-видимому, не имеет значения. При использовании режущей иглы меньший размер также связан с меньшим риском. Постельный режим после процедуры оказался бесполезным. Лечение может включать в себя блокаду большого затылочного нерва или эпидуральную кровяную пломбу; хотя без лечения симптомы часто исчезают в течение 2 недель. Боль можно контролировать с помощью ацетаминофена, НПВП и кофеина; если они неэффективны — в течение короткого периода используются опиоиды.
По оценкам, головная боль после пункции твёрдой мозговой оболочки возникает менее чем в 2-40 % случаев. Чаще всего она случается у людей в возрасте от 20 до 40 лет. Женщины страдают чаще, чем мужчины. Это состояние впервые описал в 1899 году Август Бир. Эпидуральную кровяную пломбу начали использовать в 1960 году.